# Donacia confluenta
Donacia confluenta är en skalbaggsart som beskrevs av Thomas Say 1826. Donacia confluenta ingår i släktet Donacia och familjen bladbaggar. Inga underarter finns listade i Catalogue of Life.